# Casino de Luc-sur-Mer
Le casino de Luc-sur-Mer appartient à la commune de Luc-sur-Mer et est géré dans le cadre d'une délégation de service public par le Groupe Tranchant. Il est situé face à la mer et dispose d’un restaurant, l’Aile.

## Histoire
Un premier casino qui correspond aujourd’hui aux salles annexes des établissements  de bains fut construit vers 1860 afin d’offrir des distractions telles que des jeux et spectacles aux habitants de la commune. 
En 1882, une violente tempête détruit la digue ainsi que le casino qui s’y trouvait.
Le nouveau casino est construit en 1883. Il comprend cinq salles principales. Les individus désireux d’y entrer doivent nécessairement payer une cotisation et être parrainés, ce cercle restreint entraîne un faible succès du casino. Il est détruit pendant la Seconde guerre mondiale. 
Cinq ans plus tard, un nouveau casino est édifié à l’initiative de l’architecte Pierre Auvray. Il est inauguré en 1956 et rouvre en deux ans plus tard sous la direction de Monsieur Cardi. 